# Audi F103
Audi F103 je automobil kojega je proizvodila tvrtka Auto Union u Zapadnoj Njemačkoj od 1965. do 1972. Nasljednik je modela DKW F102.

## Modeli
Prvi model se jednostavno zvao Audi da bi kasnije bio preimenovan u Audi 72 (prema snazi motora). Snažniji model Audi 80 pojavio se 1966. godine, a niz je nastavio 1968. slabiji Audi 60 i najači model Super 90. Modele 72 i 80 je 1969. zamijenio Audi 75. Dolaskom novog modela Audija 80 na tržište (modela B1), 1972. prestaje proizvodnja linije F103.